# Dancing Brasil (3.ª temporada)
A terceira temporada do Dancing Brasil estreou no dia 17 de janeiro de 2018 após o Jornal da Record com apresentação de Xuxa, sob a direção artística de Marcelo Amiky e direção-geral de Rodrigo Carelli. O programa conta com a participação de 15 celebridades e 15 profissionais de dança, no qual formam duplas e disputam o prêmio final. Leandro Lima assumiu a apresentação dos bastidores.
A apresentadora Geovanna Tominaga e seu coreógrafo, Lucas Teodoro, foram coroados como os vencedores da terceira temporada com 34,82% dos votos do público; a modelo e Miss Brasil Raissa Santana e Paulo Victor Souza terminaram como vice-campeões com 32,67%; já a atriz Bárbara Borges e Marquinhos Costa ficaram em terceiro com 32,27%.

## Produção
Em agosto de 2017, durante a exibição da segunda temporada do Dancing Brasil, a emissora começou a planejar colocar no ar uma terceira, devido a boa recepção com o público das duas primeiras e ao rendimento comercial, que ultrapassou R$ 25 milhões em cotas de patrocínio por temporada, além de uma fila de espera de outras empresas para anunciar no programa. Em 26 de setembro é confirmada a terceira edição para 2018. Originalmente planejava-se estrear a temporada em março, incluída na programação inédita pós-festas já tradicional entre os canais de televisão, porém a emissora decidiu colocá-la no ar em 17 de janeiro durante as férias. Em 21 de novembro é anunciado que o Dancing Brasil passaria para as quartas-feiras no mesmo horário, ocupando a vaga deixada pelo fim do programa Gugu.
Naldo Benny faria parte da temporada, porém a direção decidiu desconvida-lo após as denuncias de agressão de sua esposa. O cantor foi substituído por Sebá, vocalista do grupo de pagode Inimigos da HP. Em 6 de dezembro o grupo se encontrou pela primeira vez para realizar os primeiros workshops e ensaios gerais. Sérgio Marone teve que ficar de fora da apresentação nos bastidores para dedicar-se a telenovela Apocalipse. Leandro Lima foi escolhido para o cargo após realizar testes com Duda Nagle e Junno Andrade.

## Participantes
Os participantes foram vazados em 30 de novembro de 2017 pelo jornal O Dia. Apenas em 12 de dezembro a direção confirmou a lista.
| Celebridade         | Conhecido por        | Profissional       | Situação                                      |
| ------------------- | -------------------- | ------------------ | --------------------------------------------- |
| Geovanna Tominaga   | Apresentadora        | Lucas Téo          | Vencedores em 11 de abril de 2018             |
| Raissa Santana      | Modelo e Miss Brasil | Paulo Victor Souza | 2º lugar em 11 de abril de 2018               |
| Bárbara Borges      | Atriz                | Marquinhos Costa   | 3º lugar em 11 de abril de 2018               |
| Rodrigo Capella     | Humorista            | Flávia Café        | 12ª dupla eliminada em 4 de abril de 2018     |
| Marina Elali        | Cantora              | Jefferson Andrade  | 11ª dupla eliminada em 4 de abril de 2018     |
| Dudu Pelizzari      | Ator                 | Dani de Lova       | 10ª dupla eliminada em 28 de março de 2018    |
| Joanna Maranhão     | Nadadora             | Bruno Coman        | 9ª dupla eliminada em 21 de março de 2018     |
| Hylka Maria         | Atriz                | Fernando Perrotti  | 8ª dupla eliminada em 14 de março de 2018     |
| Isabel Fillardis    | Atriz                | Caio Vini          | 7ª dupla eliminada em 7 de março de 2018      |
| Douglas Sampaio     | Ator                 | Sarah Lage         | 6ª dupla eliminada em 28 de fevereiro de 2018 |
| Diogo Sales         | Ator                 | Bella Fernandes    | 5ª dupla eliminada em 21 de fevereiro de 2018 |
| Sebá                | Cantor               | Bruna Bays         | 4ª dupla eliminada em 14 de fevereiro de 2018 |
| Bárbara Evans       | Modelo e atriz       | Tutu Morasi        | 3ª dupla eliminada em 7 de fevereiro de 2018  |
| Popó                | Pugilista            | Alê Brandini       | 2ª dupla eliminada em 31 de janeiro de 2018   |
| Bruno Chateaubriand | Jornalista           | Carol Dias         | 1ª dupla eliminada em 24 de janeiro de 2018   |

## Tabelas das notas
| Casal                   | Posição | 1  | 2  | 1+2 | 3  | 4  | 5  | 6  | 7       | 8  | 9  | 10 | 11 | 12       | 13          |
| ----------------------- | ------- | -- | -- | --- | -- | -- | -- | -- | ------- | -- | -- | -- | -- | -------- | ----------- |
| Geovanna e Teo          | 1       | 24 | 24 | 48  | 24 | 29 | 29 | 27 | 29+3=32 | 27 | 30 | 24 | 40 | 26+30=56 | 30+27+30=87 |
| Raissa e Paulo Victor   | 2       | 20 | 24 | 44  | 27 | 23 | 26 | 25 | 27+0=27 | 30 | 21 | 25 | 33 | 27+26=53 | 30+26+28=84 |
| Bárbara B. e Marquinhos | 3       | 21 | 24 | 45  | 22 | 22 | 24 | 30 | 25+3=28 | 26 | 29 | 30 | 35 | 25+24=49 | 30+29+30=89 |
| Rodrigo e Flávia        | 4       | 21 | 24 | 45  | 18 | 24 | 26 | 26 | 27+3=30 | 21 | 25 | 27 | 31 | 23+26=49 |             |
| Marina e Jefferson      | 5       | 21 | 24 | 45  | 27 | 23 | 27 | 24 | 21+0=21 | 27 | 27 | 22 | 38 | 21+25=46 |             |
| Dudu e Dani             | 6       | 21 | 23 | 44  | 24 | 23 | 25 | 25 | 27+0=27 | 23 | 24 | 27 | 32 |          |             |
| Joanna e Bruno          | 7       | 20 | 20 | 40  | 22 | 24 | 25 | 27 | 22+3=25 | 21 | 25 | 24 |    |          |             |
| Hylka e Fernando        | 8       | 20 | 21 | 41  | 23 | 27 | 27 | 30 | 26+3=29 | 28 | 24 |    |    |          |             |
| Isabel e Caio           | 9       | 18 | 21 | 39  | 21 | 23 | 22 | 23 | 25+0=25 | 21 |    |    |    |          |             |
| Douglas e Sarah         | 10      | 17 | 19 | 36  | 23 | 21 | 27 | 21 | 21+0=21 |    |    |    |    |          |             |
| Diogo e Bella           | 11      | 18 | 19 | 37  | 18 | 28 | 23 | 22 |         |    |    |    |    |          |             |
| Sebá e Bruna            | 12      | 19 | 19 | 38  | 25 | 22 | 22 |    |         |    |    |    |    |          |             |
| Bárbara E. e Tutu       | 13      | 16 | 22 | 38  | 21 | 21 |    |    |         |    |    |    |    |          |             |
| Popó e Alê              | 14      | 18 | 18 | 36  | 19 |    |    |    |         |    |    |    |    |          |             |
| Bruno e Carol           | 15      | 19 | 18 | 37  |    |    |    |    |         |    |    |    |    |          |             |

Números vermelhos indicam a menor nota de cada semana
Números verdes indicam a maior nota de cada semana
     O casal foi eliminado nessa semana
     O casal ficou na zona de risco
     O casal foi para a zona de risco, mas foi salvo pelo desafio do improviso
     O casal desistiu da competição por lesão
     O casal vencedor
     Os segundos colocados
     Os terceiros colocados

### Média das notas
| Ranking por média | Posição por eliminação | Casal                   | Total de pontos | Número de danças | Média |
| ----------------- | ---------------------- | ----------------------- | --------------- | ---------------- | ----- |
| 1                 | 1                      | Geovanna e Teo          | 448             | 17               | 28.0  |
| 2                 | 3                      | Bárbara B. e Marquinhos | 436             | 17               | 26.6  |
| 3                 | 2                      | Raissa e Paulo Victor   | 418             | 17               | 26.1  |
| 4                 | 5                      | Marina e Jefferson      | 327             | 14               | 25.2  |
| 5                 | 8                      | Hylka e Fernando        | 226             | 10               | 25.1  |
| 6                 | 6                      | Dudu e Dani             | 274             | 12               | 24.9  |
| 7                 | 4                      | Rodrigo e Flávia        | 319             | 14               | 24.5  |
| 8                 | 7                      | Joanna e Bruno          | 230             | 11               | 23.0  |
| 9                 | 9                      | Isabel e Caio           | 174             | 9                | 21.7  |
| 10                | 12                     | Sebá e Bruna            | 107             | 5                | 21.4  |
| 11                | 11                     | Diogo e Bella           | 128             | 6                | 21.3  |
| 12                | 10                     | Douglas e Sarah         | 149             | 8                | 21.2  |
| 13                | 13                     | Bárbara E. e Tutu       | 80              | 4                | 20.0  |
| 14                | 15                     | Bruno e Carol           | 37              | 2                | 18.5  |
| 15                | 14                     | Popó e Alê              | 55              | 3                | 18.3  |